# Tomáš Hruda
Tomáš Hruda (* 1977 Brno) je český ekonom a manažer, v letech 2005 až 2007 generální ředitel agentury CzechInvest a v letech 2012 až 2014 náměstek ministrů školství, mládeže a tělovýchovy ČR Petra Fialy – nestraníka za ODS ve vládě Petra Nečase, a Dalibora Štyse – nestraníka v úřednické vládě Jiřího Rusnoka. Od 31. srpna 2022 je vládním zmocněncem pro posílení odolnosti a modernizaci ekonomiky starající se o koordinaci čerpání evropských peněz – půjčky a dotační programy.

## Život
V letech 1995 až 2000 vystudoval magisterský obor ekonomie na Institutu ekonomických studií Fakulty sociálních věd Univerzity Karlovy v Praze a mezi roky 1998 a 2003 pak magisterský obor mezinárodní vztahy na Institutu politologických studií na téže fakultě (získal titul Mgr.).
V roce 2000 začal pracovat v agentuře CzechInvest, nejprve byl projektovým manažerem na odboru investičních projektů, v letech 2002 až 2003 vedoucím oddělení řízení projektu kolínské automobilky TPCA a v letech 2003 až 2005 ředitelem odboru investičních projektů. Od ledna do října 2005 řídil zahraniční zastoupení CzechInvestu v Japonsku (zabýval se podporou přílivu japonských investic do ČR). V listopadu 2005 ho ministr průmyslu a obchodu ČR Milan Urban jmenoval generálním ředitelem CzechInvestu. Ve funkci setrval do března 2007, kdy jej následující ministr průmyslu a obchodu ČR Martin Říman odvolal. Ministrovým zdůvodněním byly závažné systémové a organizační nedostatky zjištěné ministerskou kontrolou, Hruda obvinění odmítl.
Od srpna 2007 do února 2009 pracoval jako viceprezident pro rakouskou banku Constantia Privatbank AG, byl zároveň ředitelem pro Českou republiku. Od března 2009 do září 2012 byl ředitelem projektu, resp. výkonným ředitelem Středoevropského technologického institutu CEITEC, sdíleným pracovištěm hlavních vysokoškolských a výzkumých institucí v Brně.
K 1. září 2012 jej ministr školství, mládeže a tělovýchovy ČR Petr Fiala jmenoval svým náměstkem pro vysoké školy a výzkum. Během působení na ministerstvu mimo jiné připravoval novelu vysokoškolského zákona. Z ministerstva odešel v únoru 2014 po nástupu ministra školství, mládeže a tělovýchovy ČR Marcela Chládka. Následně nastoupil na rodičovskou dovolenou.